# Mercedes-Benz M 114
| Mercedes-Benz        | Mercedes-Benz        |
| -------------------- | -------------------- |
|                      |                      |
| M 114                |                      |
| Hersteller:          | Mercedes-Benz        |
| Produktionszeitraum: | 1967–1972            |
| Bauform:             | Reihensechszylinder  |
| Motoren:             | 2,5 Liter (2496 cm³) |
| Vorgängermodell:     | M 108                |
| Nachfolgemodell:     | M 110                |

Der M 114 ist ein Ottomotor mit sechs Zylindern in Reihe von Mercedes-Benz, der von 1967 bis 1972 produziert wurde.

## M114.920
Diese Version war fast identisch mit dem Mercedes-Benz M 108, das Aggregat unterscheidet sich durch die Steuerzeiten, die ein höheres Drehmoment bei niedrigen Drehzahlen erlauben.

### Kennzeichen
- 6 Zylinder in Reihe, Motorblock aus Grauguss, Zylinderkopf Aluminium
- Bohrung und Hub: 82 mm × 78,8 mm
- Hubraum: 2496 cm³
- eine obenliegende Nockenwelle
- zwei Ventile pro Zylinder
- zwei Zenithvergaser
- Verdichtungsverhältnis: 9:1
- sieben Kurbelwellenlager
- max. Leistung: 96 kW (130 PS) bei 5400 min−1
- max. Drehmoment: 199 Nm bei 3600 min−1

### Verwendung
- Mercedes-Benz 250 (W 114) (1968–1972)
- Mercedes-Benz 250 C (W 114) (1969–1972)

## M114.980
Dieser Motor ist mit einer elektronischen Benzineinspritzung ausgerüstet, einer Bosch D-Jetronic. Der M 114 war der erste Motor von Mercedes-Benz, der mit dieser Technologie ausgerüstet wurde, nachdem mechanische Systeme schon in den 50er Jahren eingesetzt worden sind.
- Elektronische Einspritzung Bosch D-Jetronic
- Verdichtungsverhältnis: 9,5:1
- max. Leistung: 110 kW (150 PS) bei 5500 min−1
- max. Drehmoment: 211 Nm bei 4500 min−1

Verwendung:
- Mercedes-Benz 250 CE (W 114) (1969–1972)